# Legge Toubon

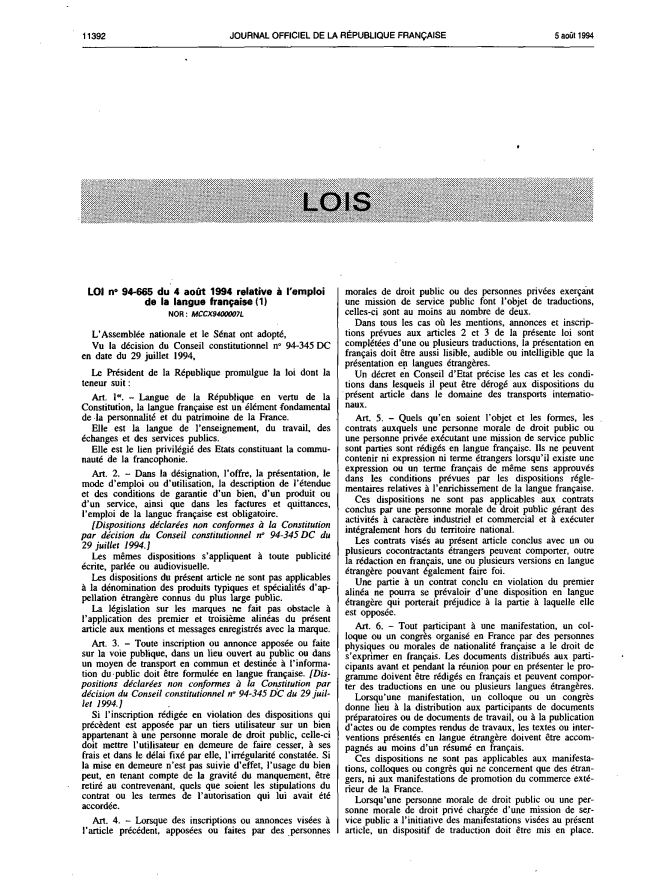
La legge Toubon, pubblicata nel Journal officiel de la République française.

La legge n. 94-665 del 4 agosto 1994, più conosciuta come Legge Toubon, in riferimento a Jacques Toubon, allora ministro della cultura del governo Balladur, è una legge che rende obbligatorio l'uso della lingua francese nelle pubblicazioni governative, nelle pubblicità, nei luoghi di lavoro, nei contratti e nelle contrattazioni commerciali, nelle scuole finanziate dallo stato e in altre situazioni. La legge non si applica invece alle comunicazioni private e non commerciali.
La legge Toubon persegue tre obiettivi principali:
- l'arricchimento della lingua;
- l'obbligo all'uso della lingua francese ove richiesto;
- la difesa del francese quale lingua della Repubblica, come sancito all'articolo 2 della Costituzione del 1958.

L'intento della norma è quello di assicurare il primato del francese in Francia. La legge venne anche ribattezzata legge Allgood, traduzione letterale di Toubon o "Tout bon" ("tutto bene"), considerando che la stessa fu approvata in reazione al crescente uso dell'inglese in Francia, specialmente in ambito pubblicitario.

## Descrizione
La legge Toubon poggia su una disposizione introdotta nel 1992 nella Costituzione francese: «La lingua della Repubblica è il francese» (articolo 2). In questo modo, la legge riconosce al cittadino francese il diritto a esprimersi e ricevere in francese tutte le informazioni relative alla presentazione dei prodotti, i modi d'uso e le garanzie. L'atto normativo genera pertanto l'obbligo a redigere i testi corrispondenti in lingua francese. La norma sostituisce la legge n.º 51-46 dell'11 gennaio 1951 sull'insegnamento delle lingue e dei dialetti locali, conosciuta come la "Legge Deixonne", e la legge n.º 75-1349 del 31 dicembre 1975 sull'uso della lingua francese.
Il testo iniziale proposto da Toubon fu tuttavia fortemente edulcorato in seguito a un ricorso al Consiglio costituzionale. Il Consiglio valutò che i principi di libertà di pensiero e di espressione, affermati all'articolo 11 della Dichiarazione dei diritti dell'uomo e del cittadino, non permettevano che la legge fissasse la terminologia precisa impiegata dalla televisione e dalla radio, così come i soggetti privati nel congiunto delle proprie attività. Il legislatore può regolare unicamente il vocabolario impiegato dalle persone giuridiche di diritto pubblico e dalle le persone di diritto privato nel compimento di una missione di servizio pubblico. L'influenza rimane comunque notevole, dato il ruolo svolto dal servizio pubblico nella vita economica e quotidiana dei privati e delle imprese (servizio radiotelevisivo, amministrazione pubblica, ecc.).

## Controllo e osservazione dell'applicazione della legge
Esistono quattro forme di controllo:
- la Direzione generale della concorrenza, del consumo e della repressione delle frodi (Direction générale de la concurrence, de la consommation et de la répression des fraudes, con 1221 controlli nel 2004),
- l'Ufficio di controllo della pubblicità (Bureau de Vérification de la Publicté, per la pubblicità),
- il Consiglio superiore dell'audiovisivo (Conseil supérieur de l'audiovisuel, per la comunicazione audiovisiva),
- le associazioni in difesa della lingua francese, conformemente all'articolo 199.

Nel 1994, in applicazione della legge Toubon, venne creata l'associazione "Il diritto di capire” (Le Droit de Comprendre), che federa numerose associazioni di promozione e di difesa della lingua francese. L'attuale presidente dell'associazione è Thierry Priestley.

## Proposta di legge di Philippe Marini
In Francia l'uso indiscriminato della lingua inglese nelle comunicazioni aziendali ha portato a un certo numero di reazioni e proteste dei sindacati, a causa dei problemi di comprensione provocati dall'uso della stessa, in particolare dal 2004. Diverse imprese sono state condannate per l'uso della lingua inglese nelle comunicazioni con i propri dipendenti: per esempio la statunitense General Electric è stata multata per 570 000 euro per aver trasmesso documenti in inglese, senza la relativa traduzione, ai propri dipendenti francesi. Allo stesso modo la società Europ Assistance è stata multata per aver cercato di imporre ai suoi dipendenti programmi in inglese senza traduzione.
Il senatore Philippe Marini, UMP, formulò una proposta di legge con l'obiettivo di rinforzare la legge Toubon. Tale proposta, adottata all'unanimità dal Senato nel 2005, include disposizioni riguardanti le imprese: l'obbligo per il datore di retribuzione di redigere un rapporto sull'uso del francese nell'impresa, la redazione in francese dell'ordine del giorno e delle deliberazioni del comitato d'impresa (in francese comité d'entreprise). Tale proposta concerne anche le tecnologie dell'informazione e della comunicazione come, per esempio, i messaggi di errore dei programmi.